# (10158) Taroubou
(10158) Taroubou (1994 XK) – planetoida z pasa głównego asteroid okrążająca Słońce w ciągu 3,83 lat w średniej odległości 2,45 j.a. Odkryta 3 grudnia 1994 roku.